# Municipio de Mission (Minnesota)
El municipio de Mission (en inglés: Mission Township) es un municipio ubicado en el condado de Crow Wing en el estado estadounidense de Minnesota. En el año 2010 tenía una población de 817 habitantes y una densidad poblacional de 9,1 personas por km².

## Geografía
El municipio de Mission se encuentra ubicado en las coordenadas 46°35′7″N 94°5′9″O / 46.58528, -94.08583. Según la Oficina del Censo de los Estados Unidos, el municipio tiene una superficie total de 89.81 km², de la cual 76,8 km² corresponden a tierra firme y (14,48 %) 13,01 km² es agua.

## Demografía
Según el censo de 2010, había 817 personas residiendo en el municipio de Mission. La densidad de población era de 9,1 hab./km². De los 817 habitantes, el municipio de Mission estaba compuesto por el 98,29 % blancos, el 0,24 % eran amerindios, el 0,12 % eran asiáticos, el 0,12 % eran de otras razas y el 1,22 % eran de una mezcla de razas. Del total de la población el 0,24 % eran hispanos o latinos de cualquier raza.